# Соснова (Бориспільський район)
Сосно́ва — село в Україні, в Студениківській сільській громаді Бориспільського району Київської області. Населення становить 829 осіб.

## Географія
Селом протікає річка Сага і впадає у річку Супій.

## Історія
Перша згадка про село належить до 1622 року.
З 1779 року церква св. Димитрія
Є на мапі 1812 року
З 1917 — у складі УНР.
Станом на 1929 рік в селі Соснова було 525 дворів, де проживало 2537 мешканців. Того ж року на території села було організовано 2 колгоспи: ім. Леніна та ім. Кірова. Під час примусової колективізації «розкуркулено» 15 родин.
Про велику кількість жертв комуністичного голодомору свідчать вцілілі документи. Село втратило третину своїх жителів, голодною смертю загинуло 700 чол., поіменно встановлено 437 жителів. На сільському кладовищі в 1993 році за рішенням виконкому сільради встановлено дерев'яний хрест..

## Населення

### Мова
Розподіл населення за рідною мовою за даними перепису 2001 року:
| Мова       | Кількість | Відсоток |
| ---------- | --------- | -------- |
| українська | 817       | 98.55%   |
| російська  | 10        | 1.21%    |
| білоруська | 1         | 0.12%    |
| румунська  | 1         | 0.12%    |
| Усього     | 829       | 100%     |

## Галерея

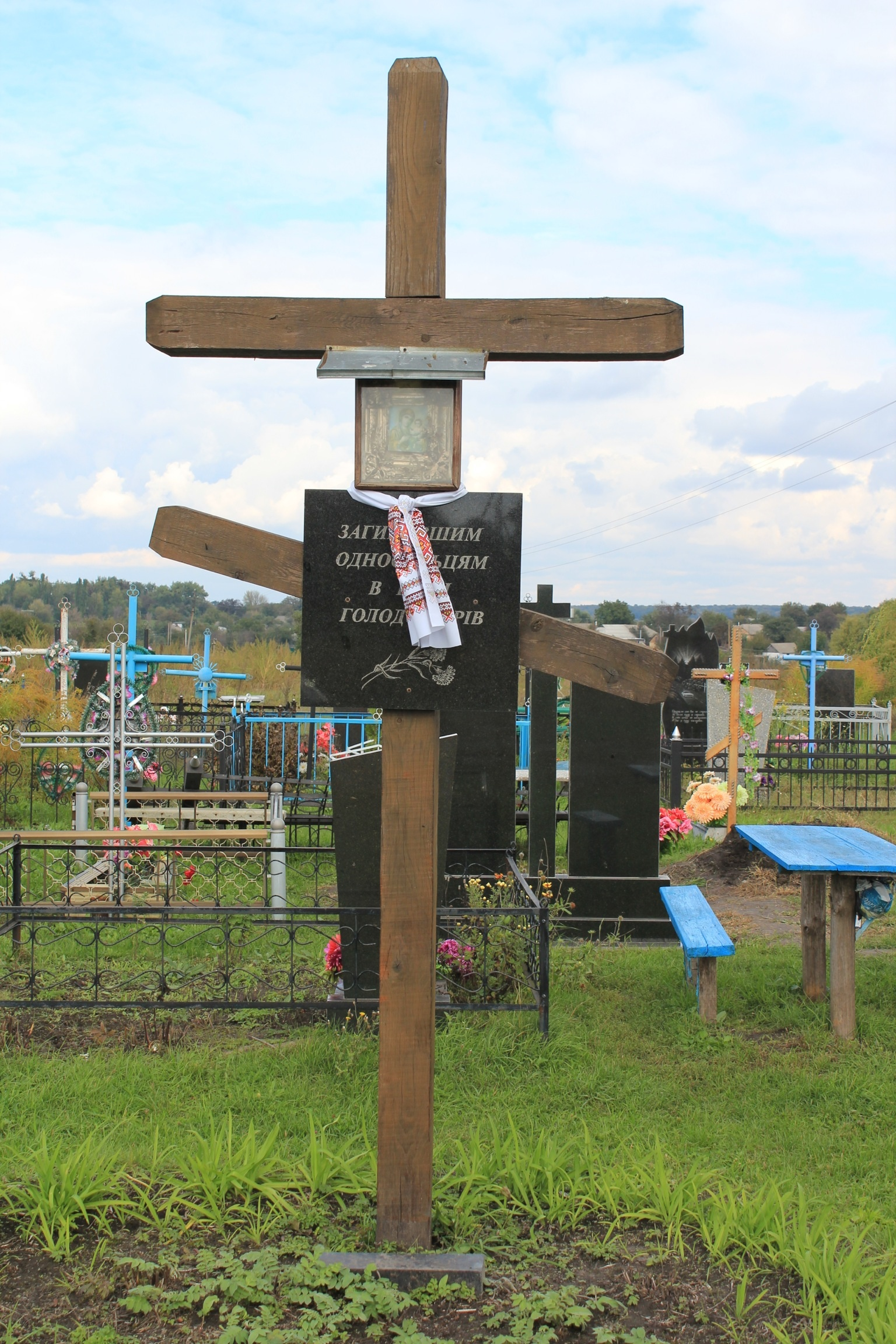
Загиблим односельцям у роки Голодоморів
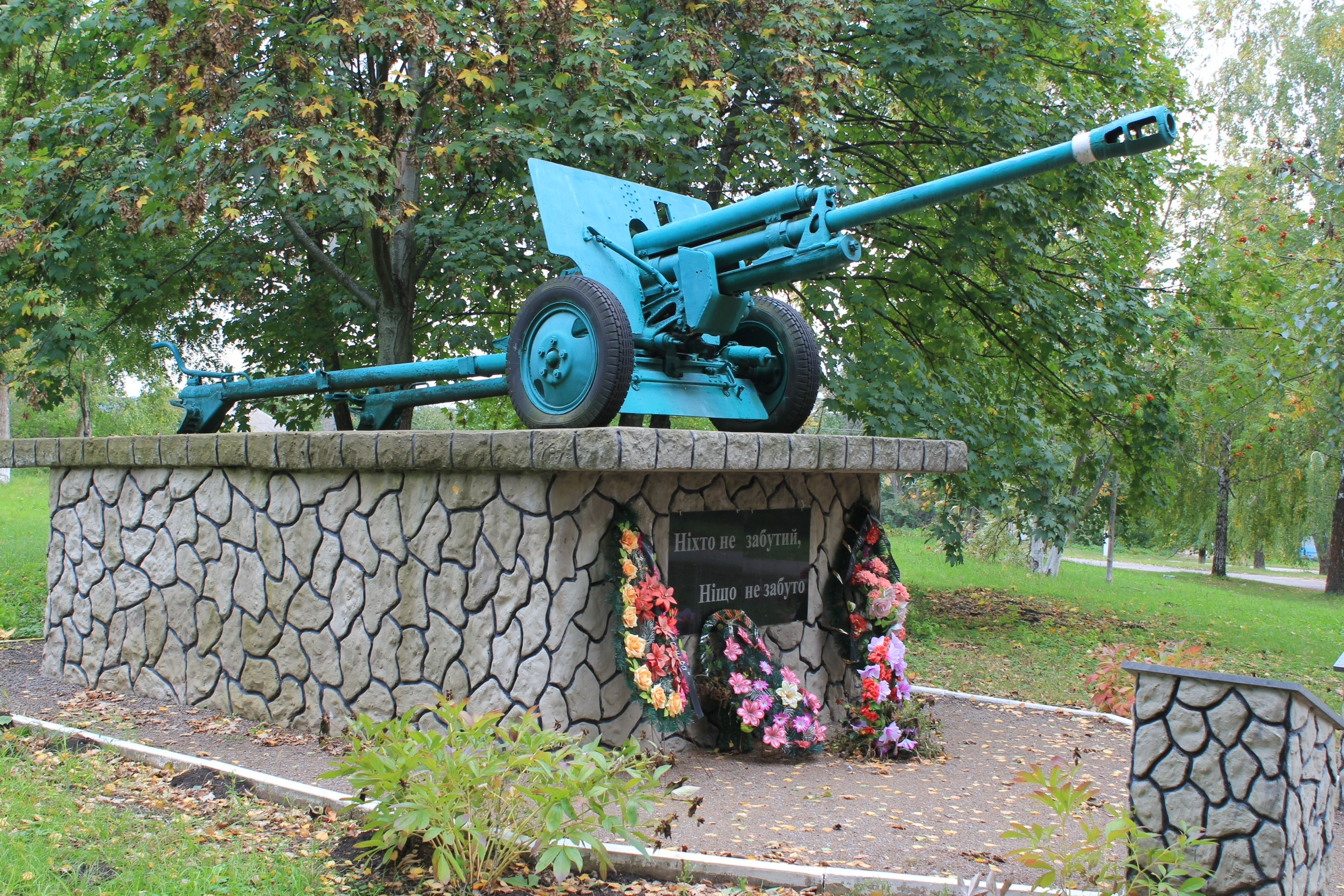
Братська могила
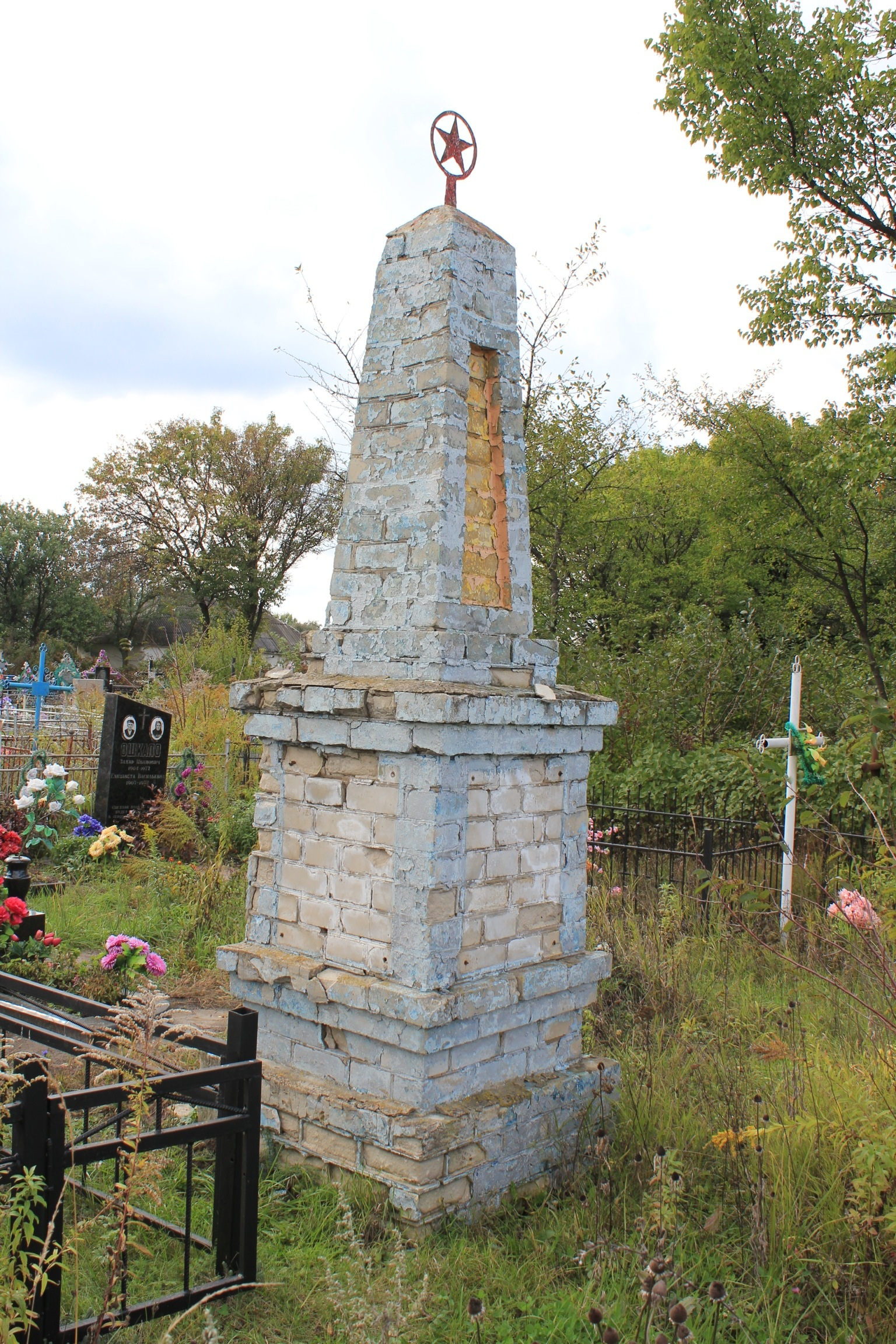
Братська могила комуністів